# Michał Wierzbowski
Michał Wierzbowski (ur. 1782, zm. 1848) – duchowny rzymskokatolicki, prezbiter, moralista, kanonik płocki i warszawski, wikariusz kapitulny archidiecezji warszawskiej w 1838.

## Życiorys
Był dziekanem pułtuskim, kanonikiem płockim, a od 1824 również kanonikiem metropolitarnym warszawskim. W okresie od 26 lutego 1838 do 28 lutego 1838 sprawował urząd wikariusza kapitulnego archidiecezji warszawskiej, z którego zrezygnował.
W 1817 został profesorem Uniwersytetu Warszawskiego. W 1820 był deputowanym na Sejm Królestwa Polskiego.